# Sikorsky S-29-A
Sikorsky S-29-A — двухмоторный биплан, совершивший первый полёт в 1924 году. S-29-A стал первым самолётом, спроектированным авиаконструктором Игорем Сикорским в США. В связи с этим к названию модели был прибавлен суффикс -А, означавший «Американский». Самолёт был построен в единственном экземпляре при финансовой поддержке композитора Сергея Рахманинова.

## История
Игорь Сикорский вместе с другими эмигрировавшими инженерами начали работу по созданию самолёта 5 марта 1923 года. Мастерская была организована в курятнике, принадлежавшем другу Сикорского Виктору Утгофу. Авиаконструкторы испытывали финансовые проблемы. Им приходилось искать материалы на свалках. Сборка самолёта происходила без специального оборудования. Зимой все работы были приостановлены.
Однажды в мастерскую приехал композитор Сергей Рахманинов. Он сказал, что доверяет проекту Сикорского, и пожертвовал ему 5 тысяч долларов США. На полученные деньги конструкторы смогли арендовать ангар и достроить самолёт. Первый полёт S-29-A, оказавшийся неудачным, состоялся 4 мая 1924 года. Из-за недостаточной мощности двигателей и большого количества людей на борту самолёт едва набирал высоту. Игорь Сикорский посадил самолёт на располагавшееся рядом поле для гольфа. Во время аварийной посадки повредились шасси, пропеллеры и некоторые элементы крыла. К середине лета ремонт был почти завершён. На S-29-A были установлены более мощные двигатели двигатели Liberty L-12. Второй испытательный полёт, продлившийся около десяти минут, состоялся 24 сентября 1924 года.

## Эксплуатация

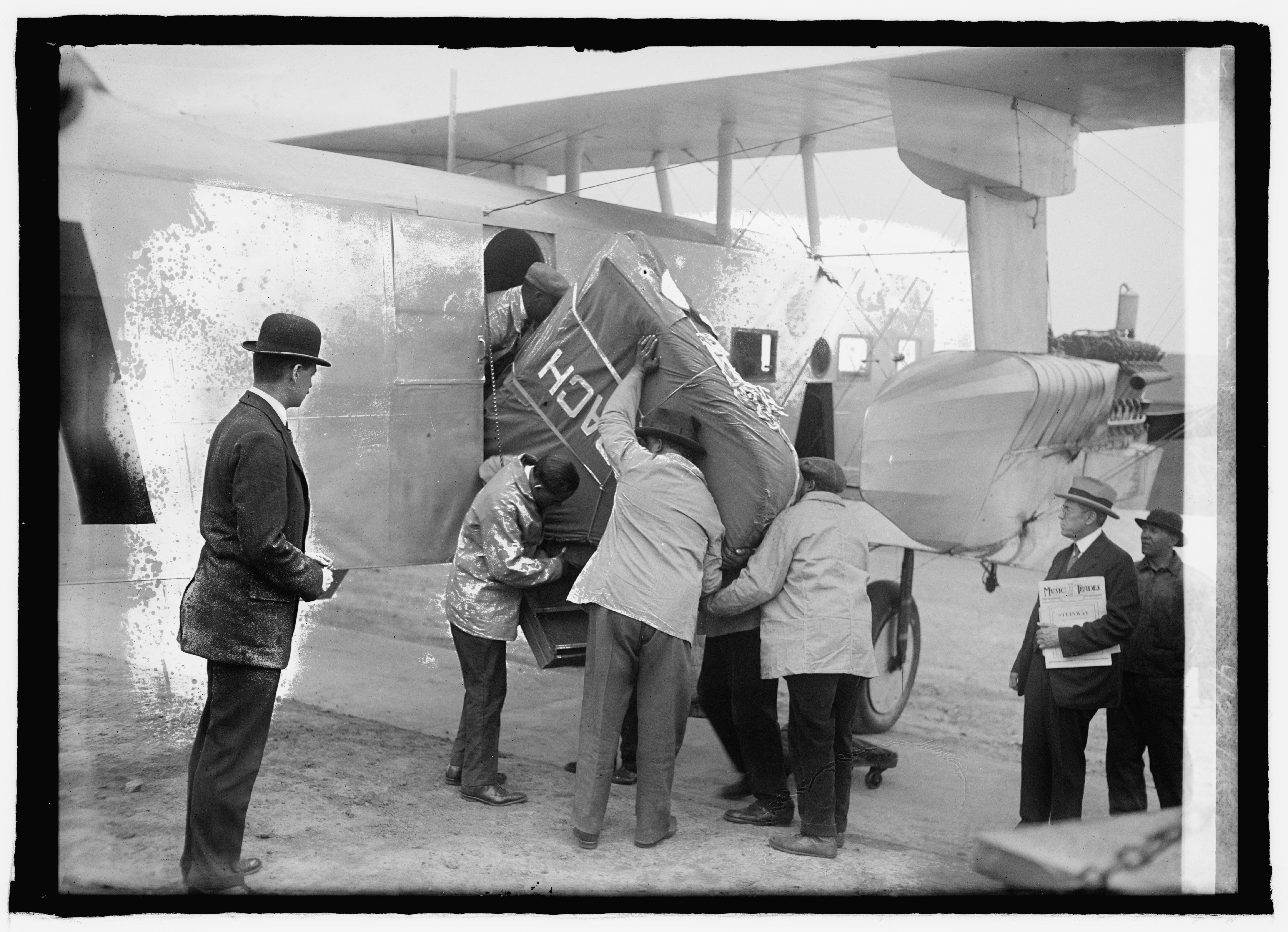
Транспортировка роялей на S-29-A

Первый коммерческий полёт состоялся вскоре после удачного испытательного. Самолёт перевёз два рояля, один из которых предназначался первой леди США Грейс Кулидж. S-29-A сделал несколько сотен грузовых и пассажирских рейсов. В 1926 году Сикорский продал самолёт лётчику Роско Тёрнеру. Новый хозяин совершал междугородние полёты по стране, выполнял рейсы по маршруту Нью-Йорк — Атланта, а позже стал использовать самолёт как летающий магазин сигар.
Тёрнер продал самолёт режиссёру Говарду Хьюзу для съёмок фильма Ангелы ада. S-29-A был перекрашен под немецкий бомбардировщик фирмы Gothaer Waggonfabrik. 22 марта 1929 года во время выполнения одного из трюков началось разрушение крыла и кожуха двигателя. Пилот Эл Уилсон покинул самолёт с помощью парашюта. Оставшийся на борту инженер Фил Джонс не смог спасти самолёт и погиб при столкновении с землёй.

## Лётно-технические характеристики

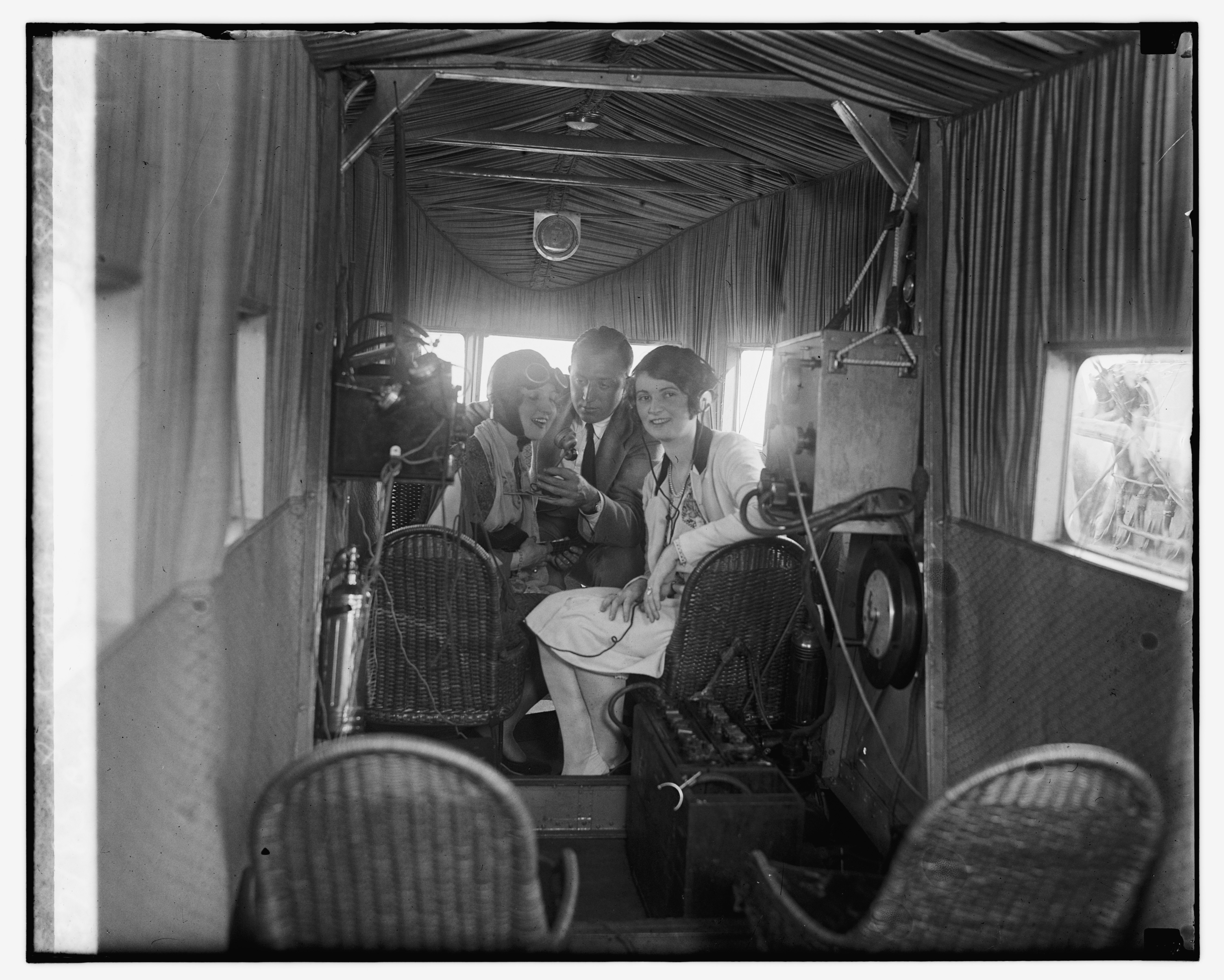
Пассажирский салон S-29-A

|                            |               |
| Параметр                   | Показатель    |
| Длина, м                   | 15,13         |
| Размах крыла, м            | 21,30         |
| Площадь крыла, м²          | 92            |
| Двигатель                  | Liberty L-12  |
| Тяга                       | 2 x 400 л. с. |
| Макс. скорость, км/ч       | 185           |
| Крейсерская скорость, км/ч | 161           |
| Дальность полёта, км       | 805           |
| Максимальная высота, м     | 3570          |
| Вес пустого, кг            | 3225          |
| Макс. взлётный вес, кг     | 5420          |